# Wesolowskana lymphatica
Espèce
Synonymes
- Luxuria lymphatica Wesołowska, 1989
- Baryphas dubius Wesołowska, 1989

Wesolowskana lymphatica est une espèce d'araignées aranéomorphes de la famille des Salticidae.

## Distribution
Cette espèce est endémique du Cap-Vert.

## Description
La carapace de la femelle holotype mesure 2,7 mm.

## Publication originale
- Wesołowska, 1989 : Notes on the Salticidae (Aranei) of the Cape Verde Islands. Annali del Museo Civico di Storia naturale di Genova, vol. 87, p. 263-273 (texte intégral).